# 対馬北警察署
対馬北警察署（つしまきたけいさつしょ）は、長崎県警察が設置している警察署の一つである。

## 所在地
- 長崎県対馬市上県町佐須奈甲561番地

## 管轄区域
- 対馬市のうち旧上県郡（旧上県町、旧上対馬町、旧峰町）全域

## 沿革
前身
- 1872年（明治5年）- 旧・厳原県が伊万里県から長崎県に移管され、対馬全土は長崎県厳原支庁警察課の所管となった。

開署
- 1878年（明治11年）3月 - 「厳原警察署仮出張所」が久原村（現・対馬市上県町久原）に設置される。
- 1883年（明治16年）6月 - 鹿見村（現・対馬市上県町鹿見）に移転し、「厳原警察署鹿見分署」に改称。
- 1886年（明治19年）2月 - 佐須奈土井奈の旧番所屋敷に移転し、「厳原警察署佐須奈分署」に改称。
- 1916年（大正15年）7月1日 - 「佐須奈警察署」に昇格・改称。
- 1948年（昭和23年）3月7日 - 国家地方警察の所属となり、「上県地区警察署」に改称。
- 1954年（昭和29年）7月1日 - 再び「佐須奈警察署」となる。
- 1955年（昭和30年）4月15日 - 町村合併で上県町が発足したことに伴い、「上県警察署」に改称。
- 1981年（昭和56年）10月28日 - 上県町大字佐須奈甲561番地（現在地）に新庁舎を建設し、移転。
- 2004年（平成16年）4月1日 - 上県警察署を「対馬北警察署」（現在名）に改称。

## 組織[1]
- 署長（警視）
- 副署長（警部）
- 警務課
  - 警務係
  - 留置係
- 会計課
  - 会計係
- 刑事生活安全課
  - 捜査係
  - 鑑識係
  - 生活安全係
- 地域交通課
  - 企画指導係
  - 船舶係
  - 地域第一係
  - 地域第二係
  - 地域第三係
  - 交通係
- 警備課

## 駐在所
カッコ内は所在地。
峰地区
- 峰警察官駐在所（対馬市峰町三根450-1）
- 佐護警察官駐在所（対馬市上県町佐護北里771）
- 佐賀警察官駐在所（対馬市峰町佐賀429-8）

上県地区
- 樫滝警察官駐在所（対馬市上県町樫滝499）

上対馬地区
- 比田勝警察官駐在所（対馬市上対馬町比田勝654-15）
  - 2006年（平成18年）上対馬交番が比田勝警官駐在所となった。
- 琴警察官駐在所（対馬市上対馬町琴691-1）

### 廃止された駐在所
- 鹿見警察官駐在所（対馬市上県町鹿見15、2006年（平成18年）に峰警察官駐在所に移管統合。）
- 一重警察官駐在所（対馬市上対馬町一重630、2006年（平成18年）に琴警察官駐在所に移管統合。）

## 警備艇
- はるかぜ（37.69t）
- さざなみ（1.82t）